# 沃辛足球會
沃辛足球會（Worthing Football Club)是一支位於英格蘭沃辛的職業足球會，目前於英格蘭足球全國聯賽南角逐。

## 外部連結
- （页面存档备份，存于）